# Gamarde-les-Bains
Gamarde-les-Bains is een gemeente in het Franse departement Landes (regio Nouvelle-Aquitaine). De plaats maakt deel uit van het arrondissement Dax. Gamarde-les-Bains telde op 1 januari 2022 1.552 inwoners.

## Geografie
De oppervlakte van Gamarde-les-Bains bedroeg op 1 januari 2022 18,95 vierkante kilometer; de bevolkingsdichtheid was toen 81,9 inwoners per km².

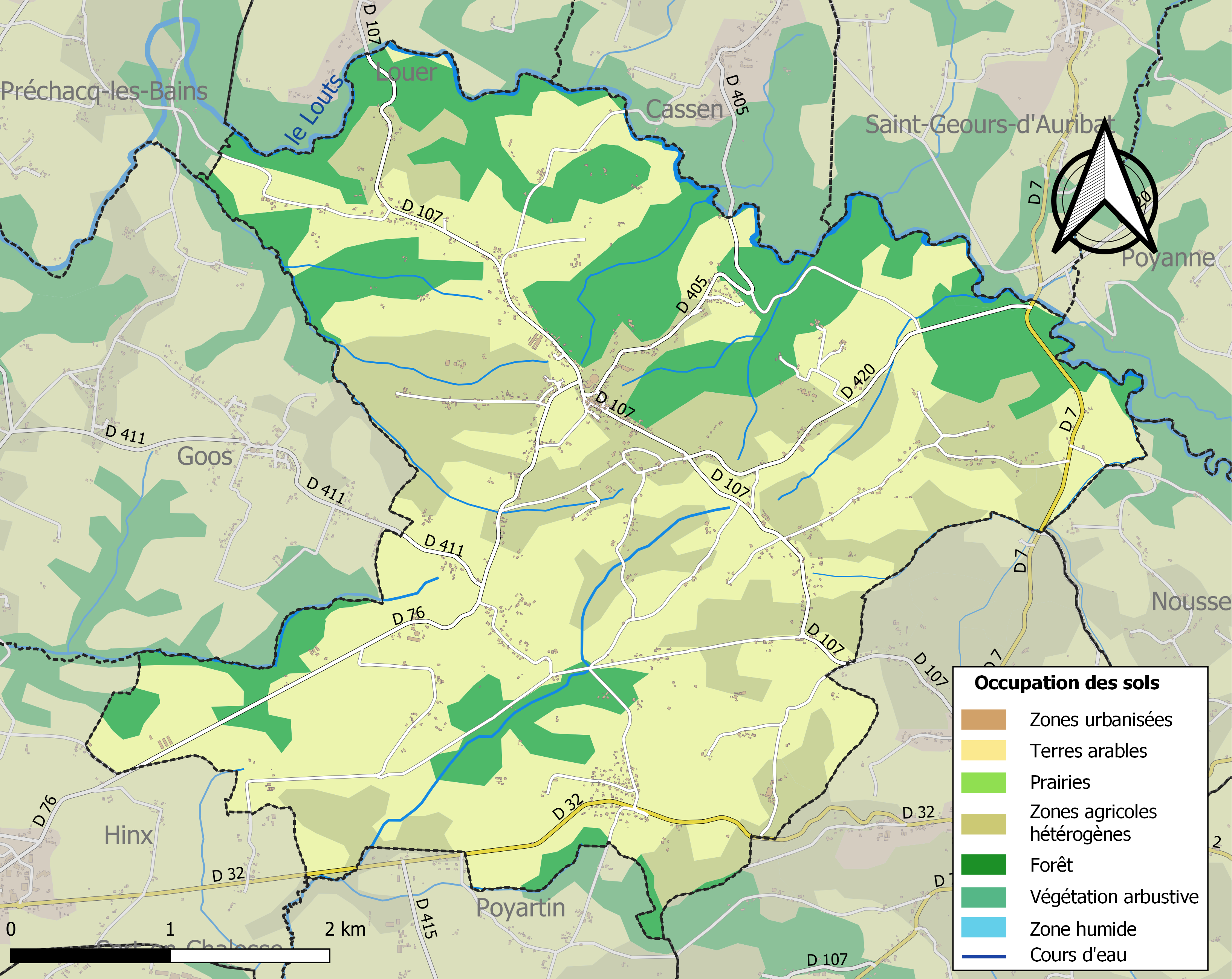
Kaart van de gemeente met de belangrijkste infrastructuur, bodemgebruik en omliggende gemeenten

## Demografie
Onderstaande figuur toont het verloop van het inwonertal (bron: INSEE-tellingen).